# Brad Jones (ishockeyspelare)
Bradley Scott "Brad" Jones, född 26 juni 1965 i Sterling Heights, är en amerikansk före detta professionell ishockeyforward som tillbringade sex säsonger i den nordamerikanska ishockeyligan National Hockey League (NHL), där han spelade för ishockeyorganisationerna Winnipeg Jets, Los Angeles Kings och Philadelphia Flyers. Han producerade 56 poäng (25 mål och 31 assists) samt drog på sig 122 utvisningsminuter på 148 grundspelsmatcher. Han spelade också för Ilves i Liiga, Frankfurt Lions i Deutsche Eishockey Liga (DEL), Moncton Hawks, New Haven Nighthawks, New Haven Senators, Springfield Falcons och Binghamton Rangers i American Hockey League (AHL), HC Ajoie i Nationalliga B (NLB), Fort Wayne Komets i International Hockey League (IHL) och Michigan Wolverines (University of Michigan) i National Collegiate Athletic Association (NCAA).
Jones draftades av Winnipeg Jets i åttonde rundan i 1984 års draft som 156:e spelare totalt.
Han är far till ishockeyforwarden Max Jones som spelar inom organisationen för Anaheim Ducks i NHL.

## Statistik
| 1982–1983   | Markham Waxers         | OJHL        | 46  | 20 | 36  | 56  | 75  | —  | — | — | — | —  |
| 1983–1984   | Michigan Wolverines    | NCAA        | 37  | 8  | 26  | 34  | 32  | —  | — | — | — | —  |
| 1984–1985   | Michigan Wolverines    | NCAA        | 34  | 21 | 27  | 48  | 66  | —  | — | — | — | —  |
| 1985–1986   | Michigan Wolverines    | NCAA        | 36  | 28 | 39  | 67  | 40  | —  | — | — | — | —  |
| 1986–1987   | Winnipeg Jets          | NHL         | 4   | 1  | 0   | 1   | 0   | —  | — | — | — | —  |
|             | Michigan Wolverines    | NCAA        | 40  | 32 | 46  | 78  | 64  | —  | — | — | — | —  |
| 1987–1988   | Winnipeg Jets          | NHL         | 19  | 2  | 5   | 7   | 15  | 1  | 0 | 0 | 0 | 0  |
|             | USA:s ishockeylandslag |             | 50  | 27 | 23  | 50  | 59  | —  | — | — | — | —  |
| 1988–1989   | Winnipeg Jets          | NHL         | 22  | 6  | 5   | 11  | 6   | —  | — | — | — | —  |
|             | Moncton Hawks          | AHL         | 44  | 20 | 19  | 39  | 62  | 7  | 1 | 0 | 1 | 22 |
| 1989–1990   | Winnipeg Jets          | NHL         | 2   | 0  | 0   | 0   | 0   | —  | — | — | — | —  |
|             | Moncton Hawks          | AHL         | 15  | 5  | 6   | 11  | 47  | —  | — | — | — | —  |
|             | New Haven Nighthawks   | AHL         | 36  | 8  | 11  | 19  | 71  | —  | — | — | — | —  |
| 1990–1991   | Los Angeles Kings      | NHL         | 53  | 9  | 11  | 20  | 57  | 8  | 1 | 1 | 2 | 2  |
| 1991–1992   | Philadelphia Flyers    | NHL         | 48  | 7  | 10  | 17  | 44  | —  | — | — | — | —  |
| 1992–1993   | Ilves                  | Liiga       | 26  | 10 | 7   | 17  | 62  | 4  | 0 | 1 | 1 | 4  |
|             | New Haven Senators     | AHL         | 4   | 2  | 1   | 3   | 6   | —  | — | — | — | —  |
| 1993–1994   | HC Ajoie               | NLB         | 19  | 9  | 12  | 21  | 22  | —  | — | — | — | —  |
| 1994–1995   | Springfield Falcons    | AHL         | 61  | 23 | 22  | 45  | 47  | —  | — | — | — | —  |
|             | Fort Wayne Komets      | IHL         | 4   | 1  | 1   | 2   | 6   | —  | — | — | — | —  |
| 1995–1996   | Binghamton Rangers     | AHL         | 62  | 25 | 27  | 52  | 36  | 4  | 1 | 1 | 2 | 0  |
| 1996–1997   | Frankfurt Lions        | DEL         | 37  | 14 | 11  | 25  | 89  | 9  | 5 | 3 | 8 | 18 |
| 1997–1998   | B.C. Icemen            | UHL         | 55  | 37 | 28  | 65  | 58  | 5  | 2 | 3 | 5 | 6  |
| NHL totalt  | NHL totalt             | NHL totalt  | 148 | 25 | 31  | 56  | 122 | 9  | 1 | 1 | 2 | 2  |
| AHL totalt  | AHL totalt             | AHL totalt  | 222 | 83 | 86  | 169 | 269 | 11 | 2 | 1 | 3 | 22 |
| NCAA totalt | NCAA totalt            | NCAA totalt | 147 | 89 | 138 | 227 | 202 | —  | — | — | — | —  |

### Internationellt
| Källa:        | Källa:        | Källa:        |         | Utv = Utvisningsminuter | Utv = Utvisningsminuter | Utv = Utvisningsminuter | Utv = Utvisningsminuter | Utv = Utvisningsminuter |
| År            | Lag           | Mästerskap    | Matcher | Mål                     | Assists                 | Poäng                   | Utv                     |                         |
| ------------- | ------------- | ------------- | ------- | ----------------------- | ----------------------- | ----------------------- | ----------------------- | ----------------------- |
| 1994          | USA           | VM            | 5       | 0                       | 2                       | 2                       | 2                       |                         |
| Senior totalt | Senior totalt | Senior totalt | 5       | 0                       | 2                       | 2                       | 2                       |                         |